# Mario Campanino
Mario Campanino, né à Milan le 9 décembre 1967, est un musicologue et écrivain italien.

## Biographie
Diplômé en esthétique de la musique de l'université de Bologne avec une thèse sur Pierre Boulez, il a obtenu le doctorat en sciences de la communication avec une recherche en sémiologie de la musique. 
Son premier travail musicologique, Il martello e il maestro, a été publié en 2000 par la maison d'édition LIM (Libreria Musicale Italiana) et comprend une longue conversation avec Pierre Boulez. Le livre apporte des contributions à l'analyse des relations entre la technique et la poétique musicales en particulier dans le domaine de la musique sérielle en France et Belgique au milieu du XXe siècle.   
Au cours des années suivantes, il a consacré ses recherches à l'éducation et à la sémiotique musicales sur la route tracée par Jean-Jacques Nattiez, parallèlement à sa mission professionnelle en tant que responsable des activités éducatives et musicales à la Cité des sciences de Naples, où il a collaboré avec le scientifique et écrivain italien Vittorio Silvestrini (it) et les philosophes Giovanni_Piana (it) et Silvano_Tagliagambe (it).  
Sa production littéraire comprend des recueils poétiques et des contes courts. En 2013, il est apparu en première édition le poème L'angelo morto (Prix Opéra Prima Anterem), publié en deuxième édition en 2017 avec une préface par Flavio Ermini (it). 

## Œuvres
- (it) Il linguaggio, la forma, l'uso, Eidomedia (SIAE N1 00873703), 1997
- (it) Il martello e il maestro. Serialità e linguaggio musicale nella poetica di Pierre Boulez, LIM-Libreria Musicale Italiana, 2000  (ISBN 8870962628)
- (it) Conoscere il Suono, la Natura, l’Universo. Comunicare, apprendere e valutare in ambito non formale, CUEN, 2007  (ISBN 9788871467399)Écrit avec Silvano Tagliagambe et al.
- (it) Figli, Libellula, 2012  (ISBN 9788867350520)
- Science@School. Réseaux éducatifs entre écoles et contextes non formels, Carocci, 2013 ((it) Il networking educativo tra scuola e contesti non formali, 2013  (ISBN 9788843071432))  (ISBN 9788843072828)Écrit avec Claire Le Moine, Jean-Baptiste Paulin et al.
- (it) Scritti a macchina. Sette racconti-impressioni dello spazio e del tempo, Libellula, 2014  (ISBN 9788867352265)
- (it) L'angelo morto, L'arcolaio, 2017  (ISBN 9788899322335)Avec un préface par Flavio Ermini.